# Magadan
Magadan (tiếng Nga: Магадан) là một thành phố cảng trên biển Okhotsk và cửa ngõ vào khu vực Kolyma. Đây là trung tâm hành chính của tỉnh Magadan (từ 1953), thuộc vùng Viễn Đông Nga. Dân số: 89.193 (ước tính 2024); 99.399 (điều tra dân số 2002). Đóng tàu và đánh bắt cá là ngành công nghiệp chính. Thị trấn có một cảng biển và một sân bay quốc tế nhỏ, sân bay Sokol. Ngoài ra còn có một sân bay nhỏ gần đó, sân bay Magadan 13.

## Khí hậu
Magadan có khí hậu cận Bắc Cực (phân loại khí hậu Köppen Dfc). 
| Dữ liệu khí hậu của Magadan             | Dữ liệu khí hậu của Magadan | Dữ liệu khí hậu của Magadan | Dữ liệu khí hậu của Magadan | Dữ liệu khí hậu của Magadan | Dữ liệu khí hậu của Magadan | Dữ liệu khí hậu của Magadan | Dữ liệu khí hậu của Magadan | Dữ liệu khí hậu của Magadan | Dữ liệu khí hậu của Magadan | Dữ liệu khí hậu của Magadan | Dữ liệu khí hậu của Magadan | Dữ liệu khí hậu của Magadan | Dữ liệu khí hậu của Magadan |
| Tháng                                   | 1                           | 2                           | 3                           | 4                           | 5                           | 6                           | 7                           | 8                           | 9                           | 10                          | 11                          | 12                          | Năm                         |
| --------------------------------------- | --------------------------- | --------------------------- | --------------------------- | --------------------------- | --------------------------- | --------------------------- | --------------------------- | --------------------------- | --------------------------- | --------------------------- | --------------------------- | --------------------------- | --------------------------- |
| Cao kỉ lục °C (°F)                      | 2.4 (36.3)                  | 3.2 (37.8)                  | 5.8 (42.4)                  | 9.7 (49.5)                  | 22.3 (72.1)                 | 24.5 (76.1)                 | 27.2 (81.0)                 | 26.1 (79.0)                 | 20.2 (68.4)                 | 13.8 (56.8)                 | 6.6 (43.9)                  | 3.6 (38.5)                  | 27.2 (81.0)                 |
| Trung bình tối đa °C (°F)               | −3.8 (25.2)                 | −5.2 (22.6)                 | 0.6 (33.1)                  | 4.9 (40.8)                  | 13.3 (55.9)                 | 18.9 (66.0)                 | 21.5 (70.7)                 | 20.8 (69.4)                 | 16.2 (61.2)                 | 8.4 (47.1)                  | 1.2 (34.2)                  | −3.2 (26.2)                 | 23.0 (73.4)                 |
| Trung bình ngày tối đa °C (°F)          | −14.2 (6.4)                 | −12.5 (9.5)                 | −8 (18)                     | −1.6 (29.1)                 | 4.9 (40.8)                  | 11.3 (52.3)                 | 14.8 (58.6)                 | 15.0 (59.0)                 | 10.4 (50.7)                 | 1.7 (35.1)                  | −7.3 (18.9)                 | −12.8 (9.0)                 | 0.1 (32.3)                  |
| Trung bình ngày °C (°F)                 | −16.4 (2.5)                 | −15.4 (4.3)                 | −11.4 (11.5)                | −4.6 (23.7)                 | 1.8 (35.2)                  | 7.8 (46.0)                  | 11.8 (53.2)                 | 12.0 (53.6)                 | 7.5 (45.5)                  | −0.9 (30.4)                 | −9.8 (14.4)                 | −14.9 (5.2)                 | −2.7 (27.1)                 |
| Tối thiểu trung bình ngày °C (°F)       | −18.5 (−1.3)                | −17.8 (0.0)                 | −14.4 (6.1)                 | −7.5 (18.5)                 | −0.5 (31.1)                 | 5.2 (41.4)                  | 9.6 (49.3)                  | 9.7 (49.5)                  | 5.1 (41.2)                  | −3.1 (26.4)                 | −12 (10)                    | −17 (1)                     | −5.1 (22.8)                 |
| Trung bình tối thiểu °C (°F)            | −26.2 (−15.2)               | −26.3 (−15.3)               | −21.5 (−6.7)                | −15.3 (4.5)                 | −4.2 (24.4)                 | 1.3 (34.3)                  | 7.0 (44.6)                  | 5.9 (42.6)                  | −0.5 (31.1)                 | −11.2 (11.8)                | −19.5 (−3.1)                | −23.3 (−9.9)                | −28 (−18)                   |
| Thấp kỉ lục °C (°F)                     | −34.6 (−30.3)               | −33.3 (−27.9)               | −30.8 (−23.4)               | −23.5 (−10.3)               | −10.8 (12.6)                | −3 (27)                     | 2.0 (35.6)                  | −1 (30)                     | −6.3 (20.7)                 | −21.1 (−6.0)                | −26.9 (−16.4)               | −37 (−35)                   | −37 (−35)                   |
| Lượng Giáng thủy trung bình mm (inches) | 14 (0.6)                    | 13 (0.5)                    | 17 (0.7)                    | 33 (1.3)                    | 37 (1.5)                    | 47 (1.9)                    | 64 (2.5)                    | 93 (3.7)                    | 77 (3.0)                    | 80 (3.1)                    | 60 (2.4)                    | 26 (1.0)                    | 561 (22.1)                  |
| Số ngày mưa trung bình (≥ 0.1 mm)       | 0.1                         | 0.3                         | 0.3                         | 2.1                         | 11                          | 16                          | 21                          | 20                          | 18                          | 10                          | 2                           | 0.1                         | 100.9                       |
| Số ngày tuyết rơi trung bình            | 16                          | 14                          | 15                          | 15                          | 6                           | 0                           | 0                           | 0                           | 0.2                         | 8                           | 17                          | 16                          | 107.2                       |
| Độ ẩm tương đối trung bình (%)          | 65                          | 64                          | 65                          | 71                          | 78                          | 82                          | 86                          | 83                          | 78                          | 69                          | 66                          | 64                          | 73                          |
| Số giờ nắng trung bình tháng            | 74.4                        | 127.1                       | 226.3                       | 228.0                       | 198.4                       | 216.0                       | 182.9                       | 170.5                       | 147.0                       | 130.2                       | 81.0                        | 40.3                        | 1.822,1                     |
| Nguồn 1: Погода и Климат                |                             |                             |                             |                             |                             |                             |                             |                             |                             |                             |                             |                             |                             |
| Nguồn 2: Đài thiên văn Hồng Kông        |                             |                             |                             |                             |                             |                             |                             |                             |                             |                             |                             |                             |                             |

## Thành phố kết nghĩa
- Anchorage, Hoa Kỳ (1991)
- Thông Hóa, Trung Quốc (1992)
- Jelgava, Latvia (2006)